# Filmfare Awards

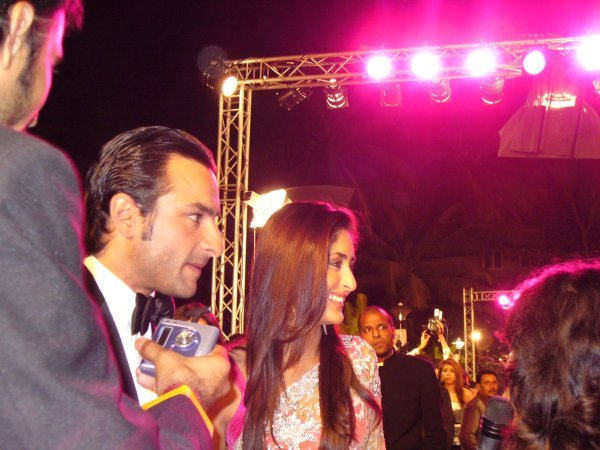
Estrelas da Bollywood na 53ª Cerimónia dos Filmfare Awards (2008)

O Filmfare Awards é apresentado anualmente pelo The Times Group e visa premiar a excelência artística e técnica dos profissionais da indústria cinematográfica da Índia em língua hindi, conhecida popularmente como Bollywood. A cerimónia Filmfare é um dos eventos cinematográficos mais antigos e proeminentes do cinema hindi, na Índia.
Os prémios foram introduzidas pela primeira vez em 1954, mesmo ano dos National Film Awards e foram inicialmente designado Awards Clare em honra do editor do The Times of India, Clare Mendionca. Um sistema de votação dupla foi desenvolvido em 1956. Com este sistema, em contraste com os National Film Awards, que são decididos por um júri nomeado pelo governo indiano, os Filmfare Awards são votados pelo público e uma comissão de peritos. Os prémios Filmfare foram muitas vezes referidos como o equivalente do cinema hindi aos Óscares.